# Старокозацька сільська територіальна громада
Старокозацька сільська територіальна громада — територіальна громада в Україні, у Білгород-Дністровському районі Одеської області, створена 24 липня 2017 року в рамках адміністративно-територіальної реформи 2015–2020 років. Населення громади складає 19 392 осіб, адміністративний центр — село Старокозаче.
До громади увійшли 18 сіл: Старокозаче, Зеленівка, Володимирівка, Дальнічень, Чистоводне, Карналіївка, Козацьке, Красна Коса, Крутоярівка, Нова Царичанка, Петрівка, Підгірне, Руськоіванівка, Семенівка, Веселе, Гончарівка, Південне, Стара Царичанка
Перші вибори відбулися 29 жовтня 2017 року.